# Ter Apelkanaal (village)
Ter Apelkanaal est un village néerlandais dans la commune de Westerwolde dans la province de Groningue.
Le village est situé des deux côtés du canal du même nom, la partie méridionale du Stadskanaal. Ainsi, le village a la forme d'un village-rue, tout en longueur le long du canal.
Le village a été fondé à l'époque de l'exploitation des grandes tourbières. Son église a été construite vers 1870.
Au début du XXe siècle, Ter Apelkanaal avait sa propre gare sur la ligne de chemin de fer de Stadskanaal à Ter Apel. La gare, tout comme la ligne, ont disparu.

## Source
- (nl) Cet article est partiellement ou en totalité issu de l’article de Wikipédia en néerlandais intitulé « Ter Apelkanaal » (voir la liste des auteurs).